# Igreja de Santa Águeda dos Godos
Santa Águeda dos Godos (em latim: Sant'Agata dei Goti) é uma igreja titular de Roma, Itália, dedicada a mártir Santa Águeda de Catânia.
O cardeal-diácono da diaconia de Santa Águeda dos Góticos é Raymond Leo Burke, o patrono da Soberana Ordem Militar de Malta e arcebispo de Saint Louis, nos Estados Unidos.

## História
Esta igreja foi construída por Ricimero para os godos por volta de 460. Como eles eram arianos, depois que esta heresia foi suprimida em Roma, o edifício foi tomado pela Igreja Católica (592/3) e reconsagrada pelo papa Gregório Magno. Foi reformada no século IX e um mosteiro beneditino foi fundado ao seu lado. A abside ruiu em 1589 e foi parcialmente reconstruída em 1633, sem grandes alterações ao restante do edifício. Um pequeno pátio do lado de fora foi construído nesta época. Desde 1926, Santa Águeda é servida pelos estigmatinos, cuja sede está localizada no edifício adjacente.
Santa Águeda é hoje a única igreja ariana preservada na capital italiana.

## Exterior
A fachada foi reconstruída por Francesco Ferrari em 1729 e o relevo esculpido acima da porta mostra Santa Águeda segurando num prato seu seio que lhe foi arrancado quando ela se recusou a renunciar à sua fé.
A entrada a partir da Via Mazzarino se abre para um pátio do século XVII. Entre 1836 e 1926, estava ali instalado a Faculdade Irlandesa. O Cardeal Paul Cullen, um antigo reitor, baseou seus planos para a igreja do Holy Cross College, em Clonliffe, Dublin, nos planos de Santa Águeda. O campanário românico foi construído no século XII.

## Interior
Embora tenha sido redecorada no estilo barroco e recebido novos elementos no século XIX, é possível discernir ainda hoje traços do plano original do século V, uma basílica com três naves. As colunas de granito separando as três são antigas.
O afresco na abside mostra a "Glória de Santa Águeda", de Paolo Gismondi, do século XVII. Sobre o altar-mor está um baldaquino do século XII ou XIII, remontado e colocado ali em 1933. Ele tem quatro colunas de mármore pavonazzetto inteiramente decoradas com mosaicos cosmatescos e encimadas por um teto de templo. O antigo baldaquino foi destruído em 1589 e fragmentos podem ser vistos no teto da capela principal, do lado esquerdo.
O piso cosmatesco do século XV da nave tem um design pouco usual, um exemplo tardio de seu estilo. As janelas retangulares foram instaladas no século XVII a pedido dos cardeais Francesco e Antonio Barberini. No altar de Santa Águeda está uma grande estátua da santa.
Ricimero, que foi enterrado na igreja, mandou instalar um mosaico, que, infelizmente, se perdeu em 1589 quando a abside ruiu. O humanista grego João Láscaris (m. 1535) também está enterrado ali e, muito provavelmente, está também o coração de Daniel O'Connell, o "Libertador" (m. Gênova, 1847).

## Liturgia
Em 2 de dezembro se celebram os mártires gregos cujas relíquias estão preservadas em Santa Águeda. A festa é geralmente celebrada com uma missa noturna utilizando a liturgia do rito bizantino católico. Outras festas importantes são a de Santa Águeda, em 5 de fevereiro, e São Gaspar Bertoni, fundador dos estigmatinos, em 12 de junho.

## Galeria

Imagens da igreja
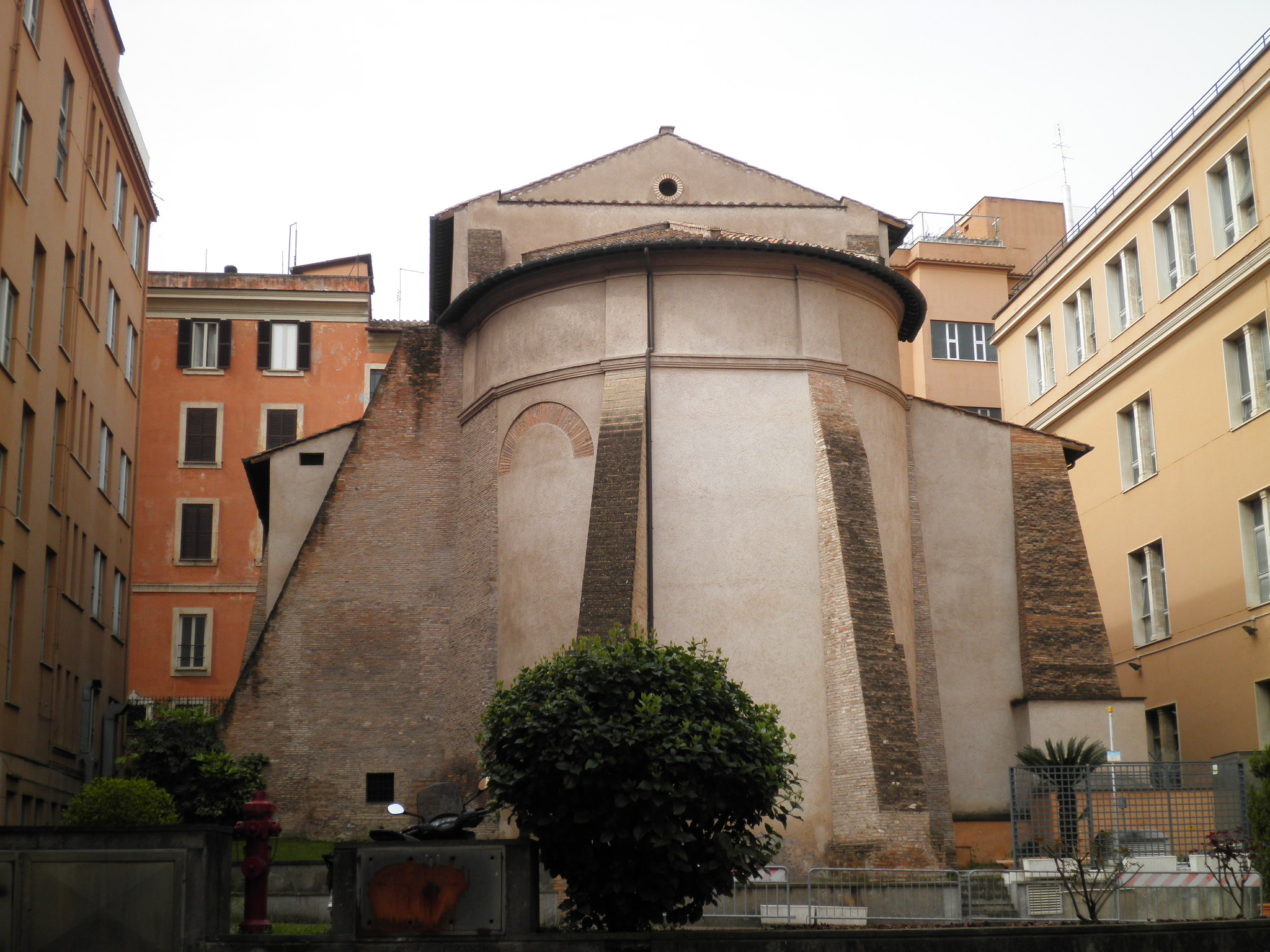
Abside vista pelo lado de fora
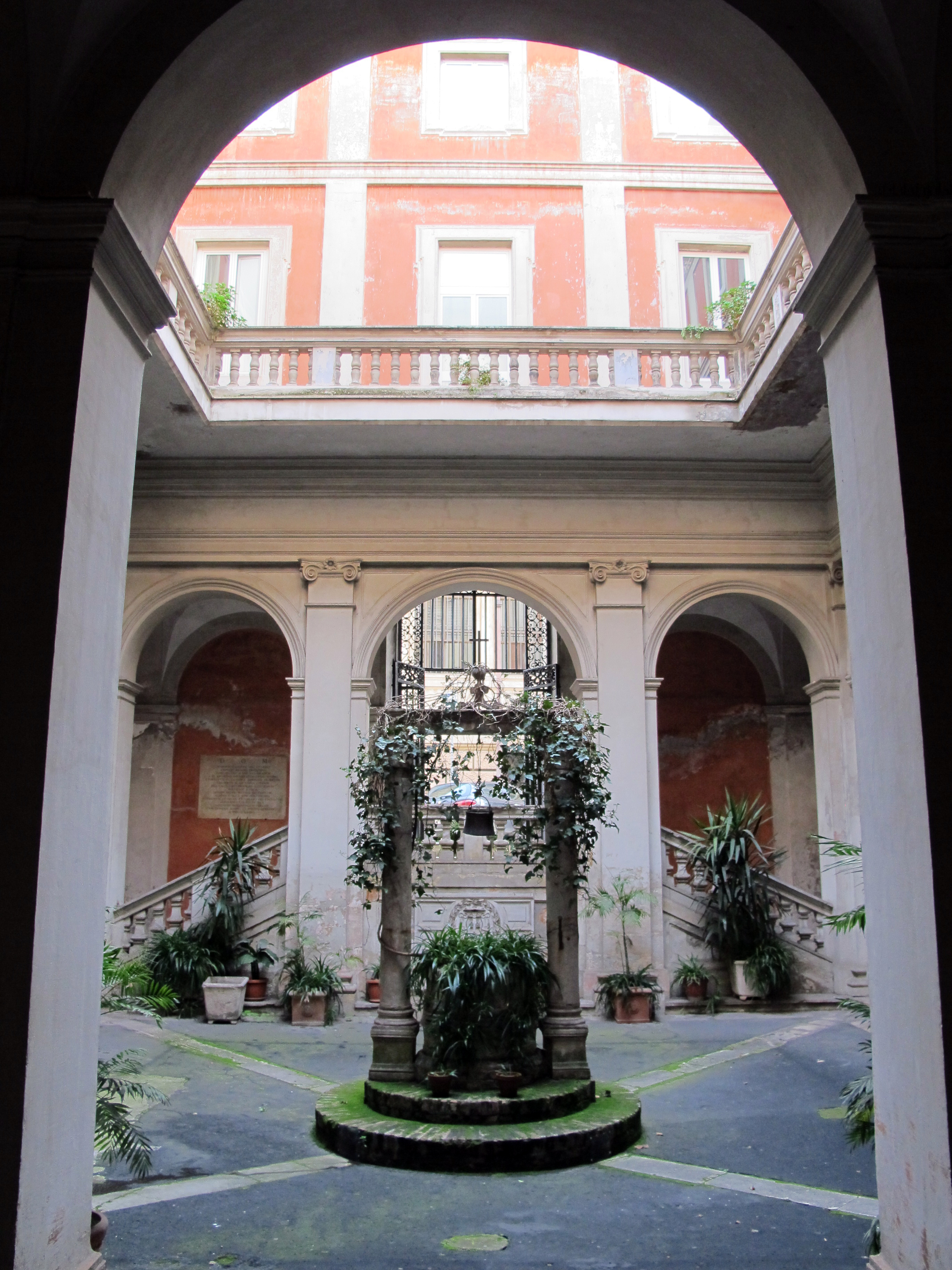
Pátio do século XVII
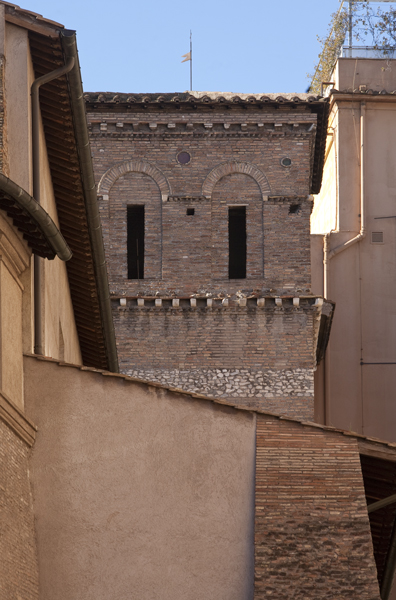
Campanário do século XII
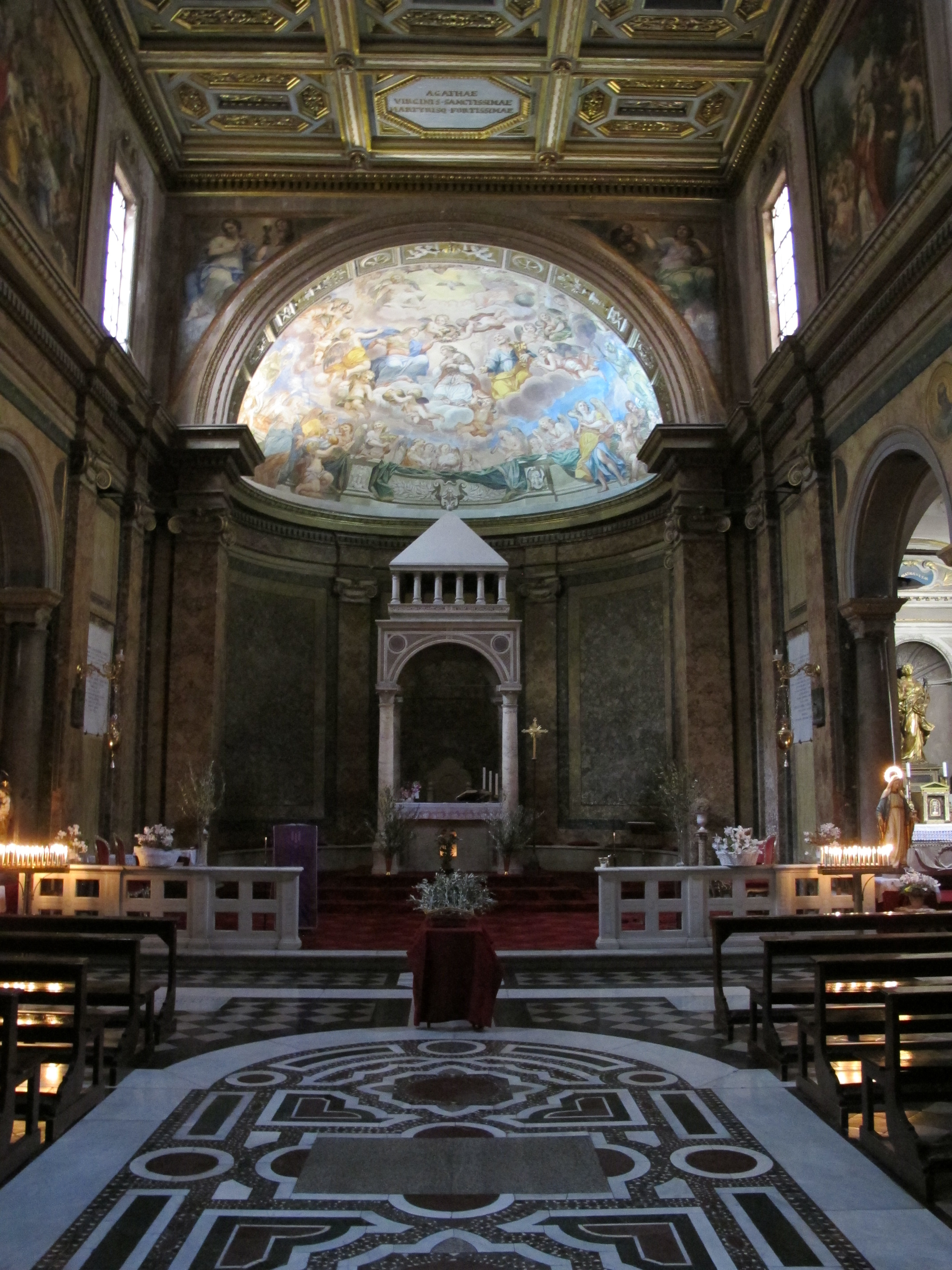
Altar mor e abside vista pelo interior
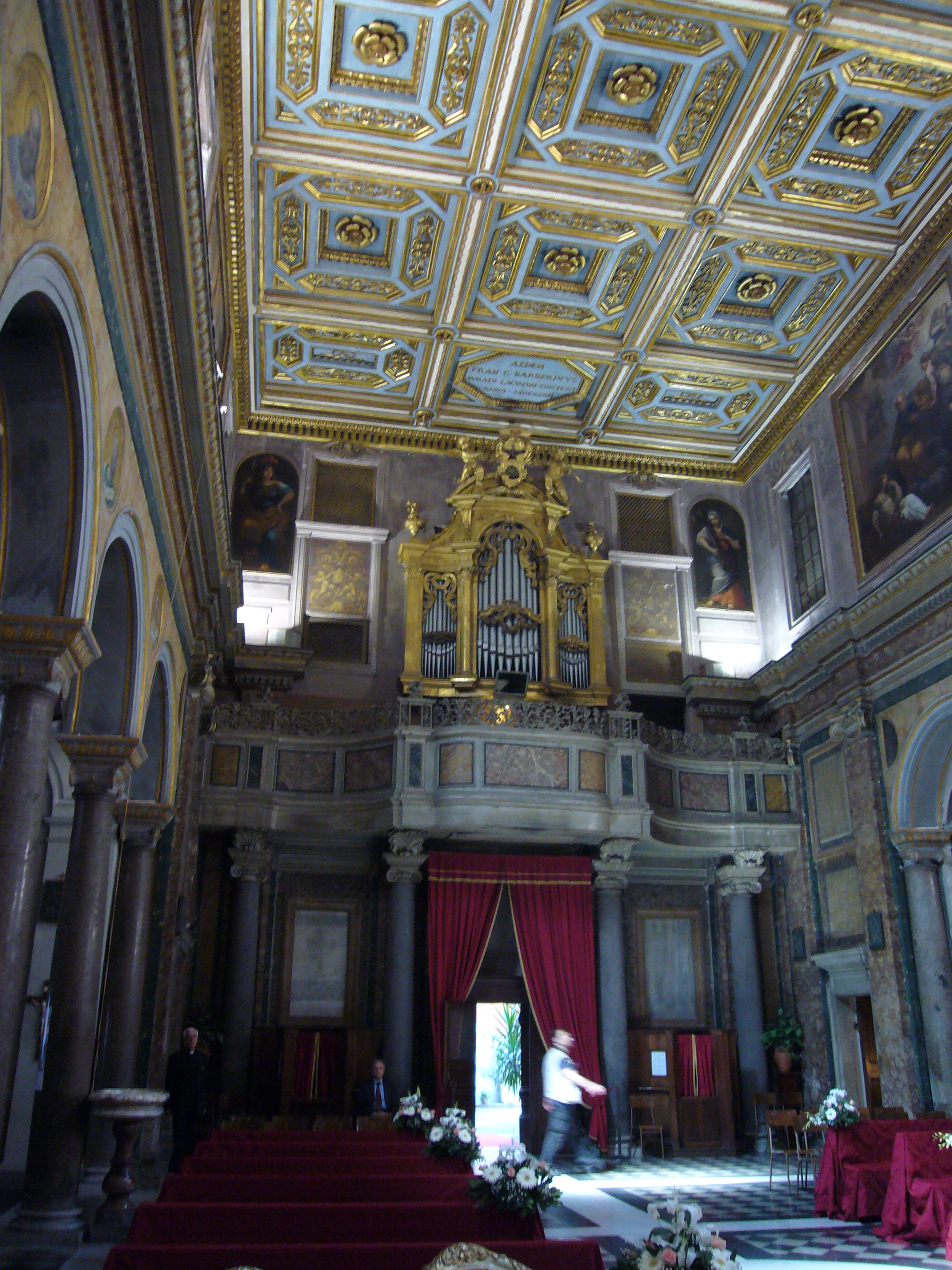
Órgão e o teto
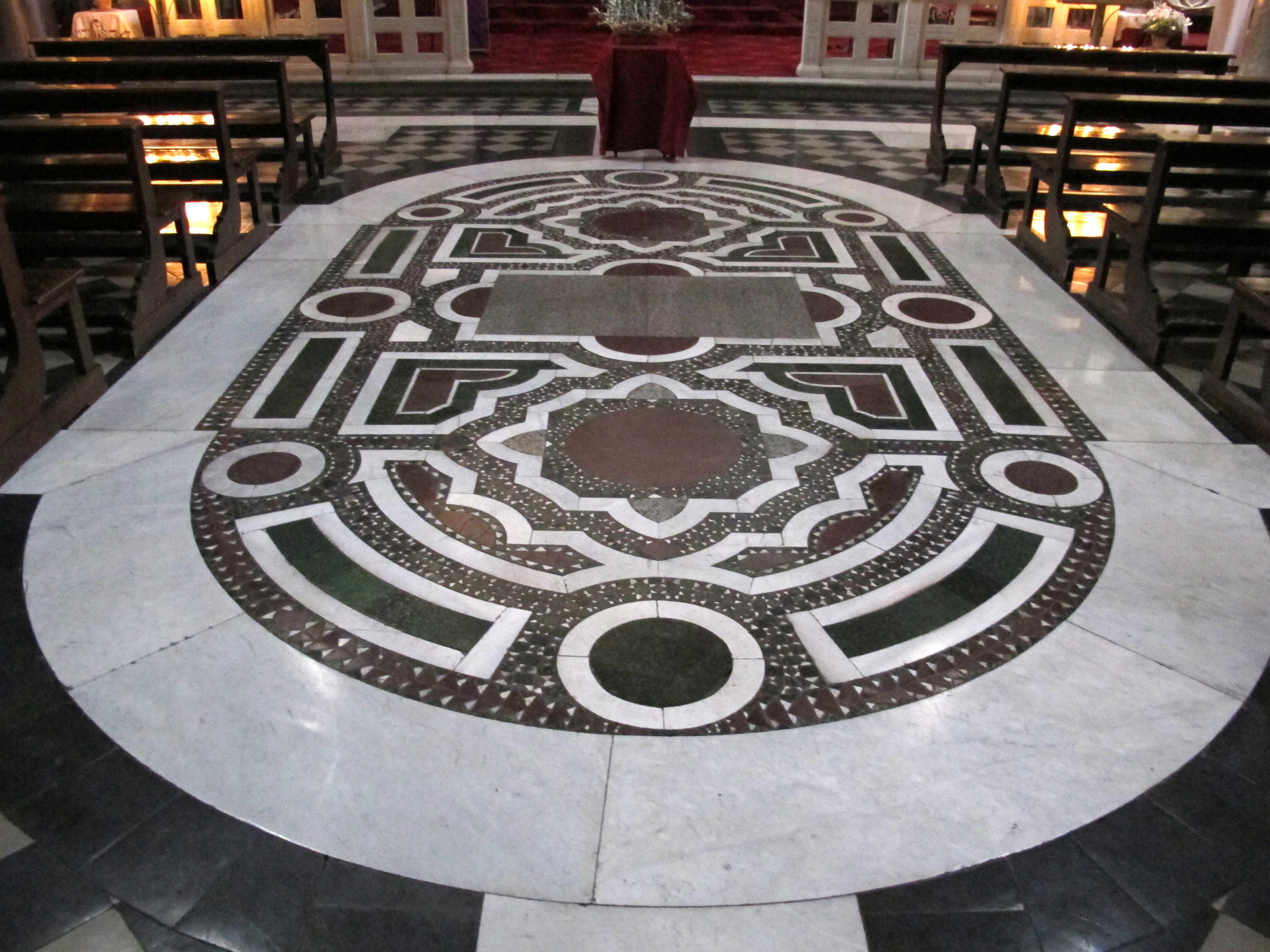
Piso em mosaico cosmatesco